# Daniel Nicholas DiNardo
Daniel Nicholas DiNardo (Sinh 1949) là một Hồng y người Hoa Kỳ của Giáo hội Công giáo Rôma. Ông hiện đảm nhận vị trí Tổng giám mục Tổng giáo phận Galveston–Houston, Thành viên Hội đồng Kinh tế Tòa Thánh Trước đó ông còn đảm nhận vị trí Giám mục chính tòa Giáo phận Sioux City và Phó Chủ tịch và Chủ tịch Hội đồng Giám mục Hoa Kỳ. Ông là Hồng y đầu tiên từ một giáo phận miền Nam Hoa Kỳ.

## Thân thế và tu tập
Hồng y DiNardo sinh ngày 23 tháng 5 năm 1949 tại Steubenville, Ohio, Hoa Kỳ. Sinh tại Steubenville, Ohio, và lớn lên cùng với ba anh chị em ruột ở Castle Shannon gần Pittsburgh, cậu bé DiNardo đã theo học tại trường St. Anne và trường Latinh của Dòng Tên trước khi gia nhập Đại Chủng viện St. Paul và Đại học Duquesne ở Pittsburgh.

## Linh mục
Sau quá trình tu học, ngày 16 tháng 7 năm 1977, Phó tế DiNardo được thụ phong chức linh mục, bởi Giám mục Vincent Martin Leonard, Giám mục Giáo phận Pittsburgh, Pennsylvania chủ sự. Ông có bằng thạc sĩ về triết học của Đại học Catholic University of America, và là cử nhân Thần học Đại học Gregorian Pontifical. Sau khi thụ phong linh mục, ông đảm nhiệm vị trí linh mục quản nhiệm giáo xứ St. Pius X ở Pittsburgh, và năm 1981 ngài được bổ nhiệm làm trợ lý Chưởng ấn giáo dục của giáo phận Pittsburgh và giảng dạy tại chủng viện Thánh Phaolô.
Năm 1984, ông được mời đến Rôma và phục vụ như là một quan chức của Thánh Bộ Giám mục cho đến tháng 12 năm 1990. Trong khoảng thời gian từ năm 1986 đến năm 1989, ông còn kiêm nhiệm chức giám đốc của Villa Stritch, nơi trú ngụ của các linh mục Mỹ làm việc tại Vatican. Năm 1991, ông được bổ nhiệm trợ lý thư ký cho giáo dục của giáo phận Pittsburgh và đồng quản trị của Madonna del Castello Church ở Swissvale, Pennsylvania.

## Giám mục
Ngày 19 tháng 8 năm 1997, Tòa Thánh loan báo tin về việc chọn linh mục Daniel Nicholas DiNardo làm Giám mục Phó Giáo phận Sioux City, bang Iowa. Lễ tấn phong cho vị tân chức được cử hành sau đó vào ngày 7 cùng năm, bởi các vị chủ sự gồm: Lawrence Donald Soens, Giám mục chính tòa Sioux City và hai giám mục phụ phong Donald William Wuerl, Giám mục chính tòa Giáo phận Pittsburgh, bang Pennsylvania và Giám mục Raymond Leo Burke, Giám mục Giáo phận La Crosse, bang Wisconsin. Tân giám mục chọn khẩu hiệu:Ave crux spes unica. Ngày 28 tháng 11 năm 1998, ông kế nhiệm chức vị Giám mục chính tòa Sioux.

## Tổng giám mục, thăng Hồng y
Ngày 16 tháng 1 năm 2004, Tòa Thánh thuyên chuyển Giám mục DiNardo làm Giám mục Phó Giáo phận Galveston-Houston, bang Texas. Ông nhậm chức tại đây ngày 26 tháng 3 cùng năm. Ngày 29 tháng 12 năm 2004, giáo phận Galveston-Houston được nâng cấp thành Tổng giáo phận, ông cũng được thăng lên chức vị Tổng giám mục Phó Tổng giáo phận này. Ngày 28 tháng 2 năm 2006, ông kế vị, trở thành Tổng giám mục chính tòa Tổng giáo phận Galveston-Houston.
Trong Công nghị Hồng y năm 2007 được cử hành ngày 24 tháng 11, Giáo hoàng Biển Đức XVI vinh thăng Tổng giám mục DiNardo tước vị Hồng y Nhà thờ Sant’Eusebio. Ông đến nhận nhà thờ hiệu tòa ngày ngày 28 tháng 2 năm 2008. Ngày 8 tháng 3 năm 2014, ông được chọn trở thành thành viên Ủy ban Kinh tế Tòa Thánh.
Ông tham dự Mật nghị Hồng y 2013 với tư cách hồng y cử tri. Ngoài các nhiệm vụ chính, ông là thành viên của Hội đồng Văn hoá về Văn hoá, Hội đồng Giáo hoàng về Chăm sóc mục vụ của Người di cư và Người lưu động, Hội đồng Giáo hoàng về Kinh tế (Hội đồng Kinh tế Tòa Thánh), và là thành viên của Hội đồng Quản trị Các Ủy viên của Đại học Công giáo Hoa Kỳ ở Washington D.C.
Từ ngày 14 tháng 11 năm 2013, ông là Phó Chủ tịch Hội đồng Giám mục Hoa Kỳ trước khi trở thành chủ tịch Hội đồng này vào ngày 15 tháng 11 năm 2016. Ông đã tham dự Đại hội đồng Giám mục Thường thường lần thứ XIV với Chủ đề: Ơn gọi và sứ mệnh của gia đình trong Giáo hội và Thế giới Đương đại (tháng 10 năm 2015).
Ngày 12 tháng 11 năm 2019, Hội đồng Giám mục Hoa Kỳ bầu chọn Tổng giám mục José Horacio Gómez làm Tân Chủ tịch Hội đồng.